# راغ إن بون مان
روري تشارلز غراهام (بالإنجليزية: rory charles Grahem)‏  ويعرف في الوسط الفني باسم شهرته «راغ إن بون مان» (بالإنجليزية: RaG'N'bone Man)‏ هو كاتب أغاني ومغن وملحن إنجليزي ولد في 29 من يناير سنة 1985، أطلق أول أغنية له سنة 2016 تحت اسم «إنسان» (بالإنجليزية: humane)‏ كما أصدر أول ألبوم له سنة 2017 تحت نفس الاسم..فاز في فبراير سنة 2017 بجائزة أحسن مغني مخترق للساحة الفنية في بريطانيا (بالإنجليزية: British breakthrough act)‏ وذلك في حفل توزيع جوائز البريت (بالإنجليزية: Brit awards)‏ في المملكة المتحدة..حاز في نفس السنة علي خيار النقد ضمن «جوائز الاختيار» (بالإنجليزية: choice award)‏ متغلبا علي كل من دوا ليبا وأن-ماري.

## نشأته
ولد «راغ» في إنجلترا في منطقة تدعي شرق ساسكس (بالإنجليزية: East Sussex)‏ وإرتاد مدرسة (بالإنجليزية: ringmer community college)‏ ومن ثم إنتقل إلي (بالإنجليزية: Uckfield community technology college)‏.عندما بلغ سن الخامسة عشر عاما دخل مجال موسيقي الراب وموسيقي «بايس ودرام» (بالإنجليزية: Bass and drum)‏ وأطلق علي نفسه في ذلك الوقت اسم راغ إن بونيز (بالإنجليزية: RaG'N'Bonez)‏الذي إستوحاه من إعادة لمسلسل تلفزيوني بريطاني بث في السبعينات قرن الماضي تحت اسم «ستيبتاو وإبنه» (بالإنجليزية: steptoe and son)‏ .

## وصلات خارجية
- راغ إن بون مان على موقع IMDb (الإنجليزية)
- راغ إن بون مان على موقع ميوزك برينز (الإنجليزية)
- راغ إن بون مان على موقع أول ميوزيك (الإنجليزية)
- راغ إن بون مان على موقع أول ميوزيك (الإنجليزية)
- راغ إن بون مان على موقع ديسكوغز (الإنجليزية)
- راغ إن بون مان على موقع ديسكوغز (الإنجليزية)
- راغ إن بون مان على موقع قاعدة بيانات الفيلم (الإنجليزية)

الموقع الرسمي